# 杉本ペロ
杉本 ペロ（すぎもと ペロ）は日本の男性ギャグ漫画家。

## 人物
1996年、『名物!!うつけモノ本舗』でデビュー。代表作は『週刊少年サンデー』で連載されていた『ダイナマ伊藤』。『週刊少年サンデー』で『ネコなび』を2007年36・37合併号まで連載していた。ジャイロ（♂）というネコを飼っており、よく自身のホームページに画像をアップロードしている。一度青山剛昌と高山みなみ（本名・青山泉）夫妻の家を訪れ、青山夫妻の飼い猫、カイト（♂）とペロの元飼い猫、姫（♀）との交流を図った事がある。

## 略歴
- 1996年 - 第38回新人コミック大賞佳作受賞（『うんこ』）
- 1996年8月 - 『名物!!うつけモノ本舗』でデビュー

## 連載作品リスト
- 名物!!うつけモノ本舗（週刊少年サンデー超1996年8月号 - 1999年4月号、小学館）
- 松丼&ニャン太郎（小学六年生、小学館）
- ダイナマ伊藤!（週刊少年サンデー1999年17号 - 2002年47号、小学館）
  - 新ダイナマ伊藤!（月刊!スピリッツ2009年10月号 - 2011年1月号、小学館）
- 俺様は?（週刊少年サンデー2003年7号 - 2005年3号、小学館）
  - 俺様はZ（週刊少年サンデー2005年4・5号 - 2005年8号、小学館）※杉本ペロZ名義
- 杉本ペロの「我が竜を見よ」育成日記 私の竜も見てください!（週刊少年サンデー2004年48号 - 2005年1号、小学館）
- 杉本ペロの毎日がワイルドアームズ（週刊少年サンデー2005年15号 - 2005年18号、小学館）
- ネコなび（週刊少年サンデー2005年31号 - 2007年36･37合併号、小学館）
- 権力の犬ポリスワン!（ゲッサン2009年6月号 - 2010年4月号、小学館）

その他、『週刊少年サンデー』連載以前、『月刊少年ギャグ王』にて杉本敏彦名義で「打て!マツイくん」という漫画を描いていたとされる。